# فيروس بونيامويرا
فَيروسِ بُونْيامُوِيرا (اختصارًا BUNV) هو فيروس الحمض النووي الريبي أحادي الجانب مغلف رَنا، الحمض النووي الريبي. هو نوع من جنس فيروس أورثونيا، في ترتيب فيروسات بونيا.
يمكن لفيروس بونيامويرا أن يُصيب كل من الإنسان والزَّاعجةُ مصرية (بعوضة الحمى الصفراء).
وقد سميت باسم بونيامويرا، وهي بلدة تقع في غرب أوغندا، حيث تم فصل الأنواع في عام 1943. وقد ارتبط فيروس متفارز المستمد من فيروس بونيامويرا، مثل فيروس نغاري، بِتفشي حمى فيروسية كبيرة في كينيا والصومال.

## المرض
يسبب فيروس بونيامويرا حمى بونيامويرا عند البشر.